# Заболочені ліси Парамарибо
Заболочені ліси Парамарибо або Прісноводні заболочені ліси Гвіани (ідентифікатор WWF: NT0149) — неотропічний екорегіон тропічних та субтропічних вологих широколистяних лісів, розташований на півночі Суринаму.

## Географія
Екорегіон заболочених лісів Парамарибо простягається вузькою смугою уздовж узбережжя Суринаму, від річки Корантейн на кордоні з Гаяною до річки Мароні на кордоні з Французькою Гвіаною. На півдні він межує з екорегіоном вологих лісів Гвіани, а від Атлантичного океану на півночі його відділяє смуга гвіанських мангрів.
Рельєф екорегіону представлений пласкими прибережними рівнинами, основу яких складають голоценові морські відклади. Висота регіону коливається від 4 до 11 м над рівнем моря. Ґрунти, як правило, містять шар торфу та майже постійно заболоченні. Під час сезону дощів глибина води на півдні регіону може перевищувати 3,5 м.
Територія екорегіону є найбільш густонаселеною частиною Суринаму. Тут знаходиться Парамарибо, столиця Суринаму, у якій проживає майже половина населення країни.

## Клімат
В межах екорегіону переважає спекотний та вологий екваторіальний клімат (Af за класифікацією кліматів Кеппена). Середньорічна кількість опадів тут перевищує 2000 мм. З початку грудня до кінця січня у Суринамі триває короткий вологий сезон, з початку лютого до кінця квітня — короткий сухий сезон, з початку травня до середини серпня — тривалий вологий сезон, а з середини серпня до кінця листопада — тривалий сухий сезон.

## Флора
Рослинний покрив екорегіону представлений мозаїкою прісноводних заболочених екосистем. Близько 25 % регіону займають заболочені ліси, 50 % — заболочені рідколісся, а ще 25 % — чагарникові та трав'янисті болота. Їхній розподіл залежить від глибини і тривалості затоплення, а також від частоти трав'яних і торф'яних пожеж.
У мілководних заболочених лісах на півночі екорегіону домінують суринамські віроли (Virola surinamensis), кулясті симфонії (Symphonia globulifera) та пальми асаї (Euterpe oleracea). За відсутності торф'яних пожеж мілководні заболочені ліси демонструють найбільше флористичне різноманіття.  Далі на південь, де глибина затоплення стає більшою, різноманіття рослинності зменшується. У заболочених лісах на півдні регіону переважають коричневі какорни (Crudia glaberrima), акацієлисті макролобіуми (Macrolobium acaciifolium) та маражоські бактріси (Bactris maraja).
У мілководних заболочених рідколіссях часто переважає лише один або кілька видів дерев, зокрема бурі коралові дерева (Erythrina fusca), звивисті мавріції (Mauritia flexuosa) або суринамські тріпларіси (Triplaris surinamensis), а також криваві драконові дерева (Pterocarpus officinalis) в асоціації з незвичайними табебуями (Tabebuia insignis) та кокосові сливи (Chrysobalanus icaco) в асоціації з алігаторовими яблуками (Annona glabra).
У трав'янистих та чагарникових болотах також часто переважає лише один або декілька видів рослин. У болотах на півночі екорегіону зустрічається південні рогози (Typha domingensis), південні леєрсії (Leersia hexandra) та велетенські смикавці (Cyperus giganteus), а в південних болотах — велетенські ситняги (Eleocharis interstincta), гвіанські глечикові осоки (Lagenocarpus guianensis) та золотисті дзьобонасінники (Rhynchospora corymbosa).

## Фауна
В межах екорегіону зустрічається багато різноманітних ссавців, зокрема п'ять видів мавп — чубаті капуцини (Sapajus apella), золоторукі тамарини (Saguinus midas), гвіанські саймірі (Saimiri sciureus), бліді сакі (Pithecia pithecia) та гвіанські ревуни (Alouatta macconnelli). Серед інших ссавців, поширених у заболочених лісах Північного Суринаму, слід відзначити ягуара (Panthera onca), гігантську видру (Pteronura brasiliensis), ракуна-крабоїда (Procyon cancrivorus), велику капібару (Hydrochoeris hydrochaeris), бразильського агуті (Dasyprocta leporina), трипалого лінивця (Bradypus tridactylus) та південного двопалого лінивця (Choloepus didactylus). У річки регіону іноді запливають американські ламантини (Trichechus manatus), які живляться водною рослинністю.
Водно-болотні угіддя Північного Суринаму є важливим місцем, де гніздяться та зимують численні водоплавні та коловодні птахи, зокрема червоні ібіси (Eudocimus ruber), каєнські ібіси (Mesembrinibis cayennensis) та перелітні тундрові побережники (Calidris pusilla). Серед інших птахів, поширених в екорегіоні, слід відзначити тонкодзьобого кракса (Crax alector), білоголового абурі-крикуна (Pipile cumanensis), буроголового колібрі-лісовичка (Thalurania furcata), велику гарпію (Harpia harpyja), канюка-рибалку (Busarellus nigricollis), араурану (Ara ararauna), венесуельського амазона (Amazona amazonica), тринідадського амазона (Amazona ochrocephala), венесуельського аратингу (Psittacara leucophthalmus), смугастого кадука (Myrmotherula surinamensis), білобокого кадука (Myrmotherula axillaris), північну мурав'янку-струмовика (Hypocnemoides melanopogon), амазонійського дереволаза (Lepidocolaptes albolineatus), малинового манакіна (Pipra aureola), суринамського тирана-свистуна (Sirystes subcanescens), суринамського тиранця (Myiopagis flavivertex), амазонійського атілу (Attila cinnamomeus), вохристоволу інезію (Inezia caudata), королівського мухоїда (Onychorhynchus coronatus), гвіанського віреончика (Hylophilus pectoralis), темнощокого поплітника (Pheugopedius coraya), чорноголового рисоїда (Sporophila angolensis), попелястого зерноїда (Sporophila schistacea) та малого зерноїда (Sporophila minuta), а також майже ендемічних тринідадських ермітів (Phaethornis longuemareus), гвіанських добашів (Picumnus minutissimus) та мангрових дзьоганів (Veniliornis sanguineus).

## Збереження
Заболочені ліси екорегіону малопридатні для ведення сільського господарства, тому велика частина з них залишається незайманою. Тим не менш, до них можна дістатися водними шляхами та дорогами з метою лісозаготівлі та відлову приматів і птахів на продаж як домашніх тварин. Основними загрозами для збереження природи регіону є трав'яні та торфові пожежі, осушення боліт, перегородження річок греблями з метою утворення водосховищ, лісозаготівлю, полювання, видобуток бокситів та розвиток промисловості. Також лісам екорегіону загрожує розростання міст, розвиток інфраструктури і сільського господарства та поширення чужорідних видів рослин.
Оцінка 2017 року показала, що 610 км², або 8 % екорегіону, є заповідними територіями. Природоохоронні території включають: Природний заповідник Галібі, Природний заповідник Віа-Віа, Природний заповідник Перувія, Природний заповідник Бовен-Козевейне, Природний заповідник Копі та Природний заповідник Вейнкрік.